# Benzofenon
Benzofenon (difenyloketon, keton difenylowy) – organiczny związek chemiczny, najprostszy keton aromatyczny. W małych ilościach powstaje w organizmie podczas metabolizmu niektórych benzodiazepin. Praktycznie nie rozpuszcza się w wodzie, dobrze rozpuszczalny w rozpuszczalnikach organicznych. Stosowany do wyrobu leków, kosmetyków i środków owadobójczych. Pochodne bywają stosowane w filtrach przeciwsłonecznych.